# Robert de Flocques
Robert de Flocques (né avant 1410 en Picardie - mort en 1461 à Évreux, Normandie), dit Flocquet, est un homme de guerre français.
De basse noblesse picarde, Robert de Flocques participe aux combats de la guerre civile entre Armagnacs et Bourguignons (1407-1435) dans le camp armagnac. Il se lie de fidélité au roi Charles VII, pratique l'écorcherie dans les territoires bourguignons et vit de la guerre jusqu'en 1444, où il reçoit une lettre de rémission pour toutes ses exactions. En 1441, il reprend Évreux aux Anglais et devient le bailli de la ville. En 1445, il est intégré à l'armée permanente de Charles VII comme capitaine d'ordonnance. En 1449-1450, il participe à la conquête de la Normandie. Il meurt en 1461.

## Un capitaine d'écorcheurs (1420 - 1441)
Robert de Flocques est d'abord connu dans les chroniques pour ses faits de pillage, de rançonnement des communautés civiles, d'incendies. Il ne diffère en cela pas de La Hire, Dunois, Antoine de Chabannes ou Poton de Xaintrailles qui ont tous pratiqué cette méthode de vie sur le pays. Ces professionnels de la guerre, de basse noblesse, sont contraints, entre deux soldes royales, de se nourrir par le vol et les rançons. Ils tendent cependant à respecter leur lien de fidélité armagnac en privilégiant les pillages en terrain ennemi (Bourgogne, Flandres, Lorraine, Normandie anglaise). Ont été conservées des lettres du duc de Bourgogne Philippe le Bon qui, dans les années 1440, demandent à Charles VII de juger Robert de Flocques pour ses exactions en Bourgogne. Ces plaintes n'ont jamais porté leurs fruits, puisque le roi de France, qui n'a pas assez d'argent pour payer régulièrement les écorcheurs, trouve là un moyen de voir ses hommes entretenus. Durant cette période, Robert de Flocques sert ses propres intérêts et répond à ceux de Charles VII lorsque l'occasion se présente.

## Un dignitaire du royaume (1441 - 1461)
Le 15 septembre 1441, Robert de Flocques reprend Évreux aux Anglais et l'offre au domaine royal de Charles VII. Ce haut fait d'armes met Flocques en faveur auprès du roi, qui le nomme immédiatement bailli-capitaine de la ville. Il est vraisemblable que les revenus issus de cet office aient été suffisants pour réduire son activité d'écorcheur. Cette mise en grâce est complétée par la lettre de rémission de 1444 qui le lave de tous crimes qu'il a ou aurait pu commettre. La réhabilitation de Flocques ouvre sur sa nomination comme capitaine d'ordonnance par le roi en 1445. Sa carrière se poursuit avec sa participation à la bataille de Formigny qui clôt la récupération de la Normandie par le roi de France. Au terme d'une trajectoire exceptionnelle, Robert de Flocques meurt dans son lit à Évreux en 1461, passé d'un petit soudard picard à un conseiller-chambellan du roi et bailli d'Évreux, et à un capitaine reconnu comme un des meilleurs de son temps. Son mariage avec Jacqueline Crespin, fille de Guillaume X baron du  Bec-Crespin et sire de Mauny, l'avait aussi transcendé en maréchal héréditaire de Normandie. Elle lui donna trois enfants : Guillaume, évêque d'Évreux en 1464 ; Jacques, bailli d'Évreux à la suite de son père ; et Jeanne (vers 1430-1480), femme de Gilles de Rouvroy de Saint Simon (vers 1410-1477) : ce sont des ancêtres du mémorialiste Louis.

## Hommages
Une promenade le long de l'Iton à Évreux porte son nom.

## Mémorial
La dalle funéraire de Robert de Flocques qui se trouvait initialement à l'abbaye du Bec se trouve exposée dans l'église Saint-Aubin de Boisney.